# キャサリン・エンゲルハート・アミオット
キャティンカ・アミオット(Cathinca Amyot)としても知られる、キャサリン・エンゲルハート・アミオット（Catherine (Cathinca) Caroline Engelhart Amyot、1845年2月6日 - 1926年）は、デンマーク生まれの画家である。ドイツ、フランスで学び、画家として活躍し、1873年にイギリス人医師と結婚しイギリスに住んだ。結婚後に描いた自分の娘がモデルの人物画や風俗画を描いた。

## 略歴
デンマークのコペンハーゲンで国立銀行の頭取の娘に生まれた。1865年から1866年の間、コペンハーゲンの画家、カール・ブーイ(Carl Bøgh: 1827-1893)から絵を学んだ。先輩のスウェーデンの女性画家ソフィー・リビング(Sofie Ribbing: 1835–1894)に国外留学について相談して、1867年に短期間、ブリュッセルに滞在した後、デュッセルドルフに移った。1874年までバンジャマン・ヴォーティエとヴィルヘルム・ゾーンに学んだ。ヴィルヘルム・ゾーンの家でゾーンの妻と過ごすこともあった。
1875年にスウェーデン王オスカル2世の依頼でナポレオン戦争で活躍したカール14世ヨハンの肖像画を描くためにストックホルムに滞在した 。
1876年にはパリのウィリアム・アドルフ・ブグローのもとでも修行した。1878年にパリでイギリス人医師のトーマス・アミオット(Thomas Amyot: 1850–1903)と結婚し、イギリス、ノーフォークのディス(Diss)に移った。1882年までに3人の子供が生まれ、1882年からは家族でロンドンに移った。画家の仕事を続け、パリのサロンや、イギリスの展覧会に出展した。ロンドンのロイヤル・アカデミー・オブ・アーツの展覧会には1879年から1890年の間、出展した。
1903年に夫が亡くなった後についてはほとんど知られていないが、1926年にパリ南西部のセーヴルで亡くなった。
結婚後は女性の肖像画、特に自分の娘をモデルにした作品などを描いた。

## 作品

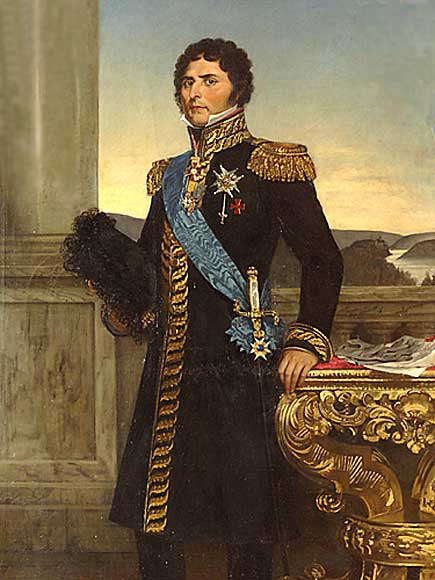
カール14世ヨハン(1875) ノルウェーのロイヤル・コレクション
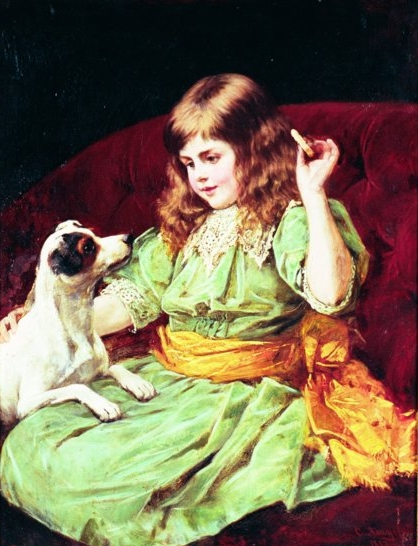
特別なご褒美 (1887)
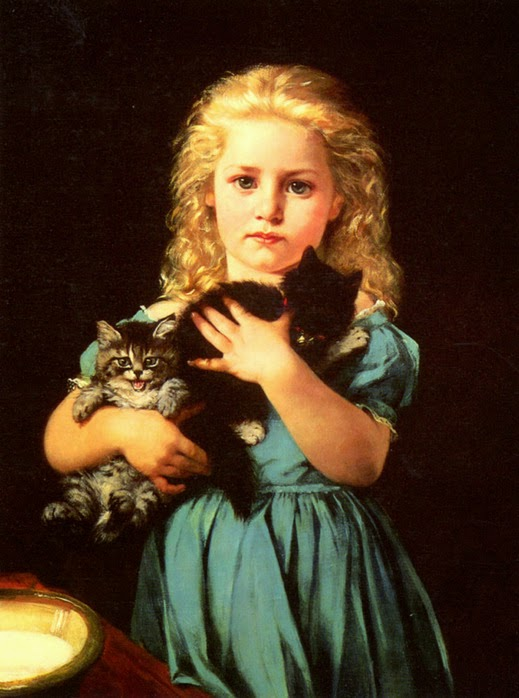
両手いっぱいのいたずら猫
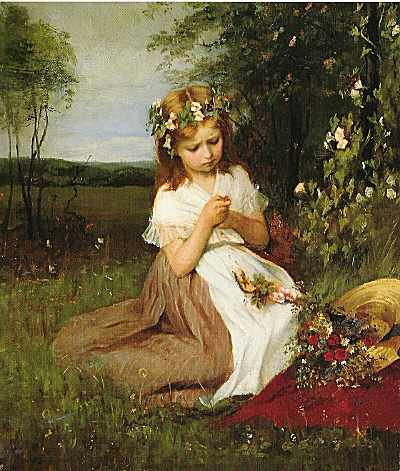
トゲのないバラはない (1874)
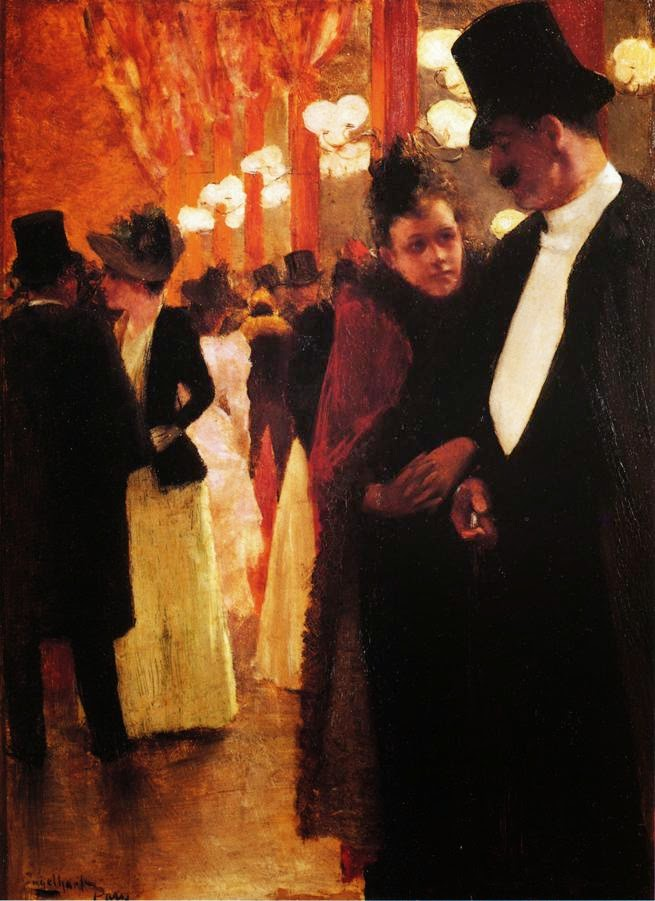
パリの夜景　(1904)